# 伊藤昇 (技術者)
伊藤 昇（いとう のぼる、1950年（昭和25年）7月30日 - ）は、日本の技術者。すばる望遠鏡開発者の一人。

## 略歴
- 1950年7月30日　兵庫県西宮市に生まれる
- 1975年3月　東京大学工学部機械工学系修士課程修了
- 1975年4月　三菱電機株式会社入社（通信機製作所）
- 1991年4月　通信機製作所　衛星通信部　望遠鏡推進グループマネージャー
- 1997年4月　通信機製作所　衛星通信部　主管技師長
- 1999年9月　Mitsubishi Electric & Electronics USA, Inc.SUBARU Telescope Engineering Office　拠点長
- 2003年9月　三菱電機株式会社　通信機製作所　インフラ情報システム部　主管技師長

## 表彰
- 2000年　全国発明表彰恩賜発明賞
- 2008年　すばる望遠鏡の「大型光学望遠鏡の鏡支持システムの開発」により紫綬褒章[1][2]